# Stefan Schmuckenschlager

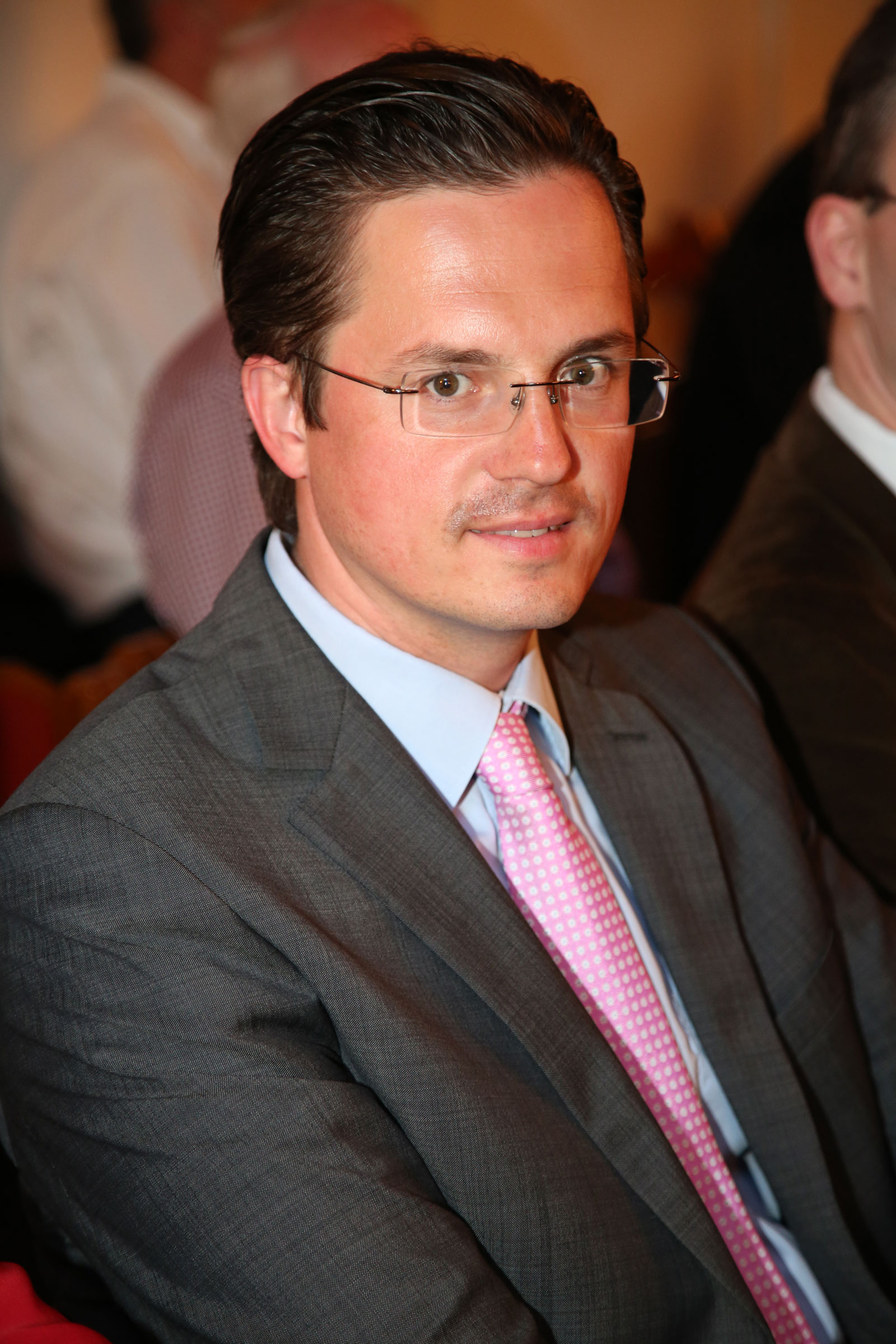
Stefan Schmuckenschlager (2015)

Stefan Schmuckenschlager (* 20. September 1978 in Klosterneuburg) ist ein österreichischer Politiker (ÖVP). Von 2009 bis Jänner 2024 war Bürgermeister der niederösterreichischen Stadt Klosterneuburg.

## Leben
Stefan Schmuckenschlager stammt aus einer Politikerfamilie. Sein Großvater Johann Hinterndorfer war Gemeinderat in Klosterneuburg, sein Vater Josef dort Stadtrat. Sein Zwillingsbruder Johannes Schmuckenschlager ist Abgeordneter im Nationalrat.
Stefan Schmuckenschlager ging zur Volksschule in Klosterneuburg und machte seine Matura in Wien, danach leistete er seinen Präsenzdienst. Seine Sponsion erhielt er an der Universität Wien in Politikwissenschaft. Von 2005 bis 2008 war er Assistent der Pressesprecherin von Österreich Werbung. Bei der Bundesbeschaffung (BBG) ist er seit 2008 Key-Account-Manager.
Er ist im Rudersport im Klosterneuburger Ruderverein Normannen aktiv. Unter Trainer Willi Bauer war er mehrfacher niederösterreichischer Landesmeister und 1996 österreichischer Juniorenmeister. Gemeinsam mit seinem Bruder war er im Zweier österreichischer Vizejugendmeister. Beim Österreichischen Ruderverband (ÖRV) war Stefan Schmuckenschlager für die Pressearbeit zuständig.
Von 2013 bis 2024 war Schmuckenschlager Vizepräsident des KDZ – Zentrum für Verwaltungsforschung. Schmuckenschlager ist ehrenamtlich im Ruderverein Normannen als Obmannstellvertreter tätig.
Im Sommer 2024 wurde ein von Schmuckenschlager erworbenes Areal in der Presse thematisiert, wofür ihn die Wiener Zeitung ihn einer Gruppe zugehörig sah, welche sie als Immobilien-Bürgermeister bezeichnete.

## Politischer Werdegang
1999 trat Stefan Schmuckenschlager in die ÖVP ein. Zuerst war er Medienverantwortlicher der Jungen Volkspartei (JVP) Klosterneuburg, dann in der Fraktion der ÖVP Klosterneuburg verantwortlich für die Pressearbeit. Für die Bürgermeisterwahl 2005 war er Mitarbeiter des Wahlkampfbüros des langjährigen Klosterneuburger Bürgermeisters Gottfried Schuh. Ab 2005 war Stefan Schmuckenschlager Gemeinderats-, ab April 2008 Stadtratsmitglied mit Zuständigkeit für den Hoch- und Tiefbau.
2009 trat Gottfried Schuh von seinem Amt zurück. Der niederösterreichische Architekt und Landtagsabgeordnete Willibald Eigner wurde von der ÖVP als Nachfolger nominiert. Aufgrund eines Bauskandales um die Villa Meran wurde die Kandidatur Eigners zurückgezogen und Stefan Schmuckenschlager vorgeschlagen. Dieser gewann die Abstimmung im Stadtrat und wurde im November 2009 Bürgermeister von Klosterneuburg.
Im November 2023 gab Stefan Schmuckenschlager seinen Rücktritt bekannt. Als Nachfolger schlug er Christoph Kaufmann vor. Bei der Vienna Insurance Group soll Schmuckenschlager Großkunden managen. Im Jänner 2024 wurde Kaufmann zum Bürgermeister von Klosterneuburg gewählt.

## Auszeichnungen
- 2024: Leopoldskreuz in Gold[9]